# Der Kurier des Zaren (1936)
Der Kurier des Zaren ist ein 1935 gedrehter, deutsch-französischer Abenteuerfilm von Richard Eichberg mit Adolf Wohlbrück in der Titelrolle. Dem Stoff liegt der gleichnamige Roman von Jules Verne zugrunde.

## Handlung
„Gegen die hellen Lichter des Morgenhimmels der ostsibirischen Steppe steht groß und furchterregend die Silhouette eines Reiters. Es ist der Späher der aufständischen Tataren, die gegen Irkutsk, dem Sitz der russischen Regierung, vormarschieren, um Sibirien von Rußland loszureißen.“ Dies ist der Ausgangspunkt der Geschichte.
Mehrere tausend Kilometer weiter westlich wird der junge Leutnant Michael Strogoff in den Winterpalast zitiert und mit einem höchst wichtigen Auftrag betraut. Er soll die zaristischen Aufmarschpläne in die bedrohte sibirische Stadt bringen. Ihm ist klar, dass er bei dieser langen, beschwerlichen und sehr gefährlichen Kurierreise einer Fülle von Gefahren ausgesetzt sein wird und dass er es unbedingt vermeiden muss, in die Hände des Gegners zu fallen. Schon bei seiner Abreise aus Sankt Petersburg lauert die erste Gefahr in Person von Zangara, der Geliebten des ehemaligen russischen Oberst Ogareff, dem Anführer der aufständischen Tataren. Zangara heftet sich unauffällig an Strogoffs Fersen in der Absicht, in den Besitz der streng geheimen Pläne zu kommen.
Auf der Zugfahrt gen Osten lernt der Kurier des Zaren zwei amüsante Wegbegleiter kennen: den französischen Reporter Alcide Jolivet, der als Berichterstatter für den „Petit Parisien“ arbeiten, und dessen englischen Kollegen Harry Blount, der für das Londoner Blatt „Daily Telegraph“ von den Kriegsschauplätzen im fernen Osten berichten soll. Beide Männer verstehen sich zwar gut miteinander, schenken sich aber nichts, wenn es darum geht, die beste Story für ihr Blatt an Land zu ziehen. An einer Grenzstation lernt Strogoff die junge Nadja kennen, die beabsichtigt, zu ihrem in Irkutsk lebenden Vater zu reisen. Nadja wird von dem ortsansässigen Gouverneur an ihrer Weiterreise gehindert, doch Strogoffs beherztes Einsetzen für die junge Frau ermöglicht ihr Fortkommen. Von nun an sind beide unzertrennlich.
Strogoffs nächstes Reisegefährt ist eine Telega, ein vierrädriges Gespann. Mit ihm rollt er durch die Weiten der sibirischen Steppe, nichts ahnend, dass auch Ogareff auf dem Weg nach Irkutsk ist, um die Streitmacht der Tataren zur Erstürmung der Stadt selbst zu leiten. Ohne einander zu kennen, begegnen die beiden Gegenspieler sich in einer Poststation zum ersten Mal. Da beide für die Weiterfahrt die dort zur Verfügung stehenden, frischen Pferde gleichermaßen dringend benötigen, geraten sich Strogoff und Ogareff gleich hier erstmals heftig in die Haare. Um seine Tarnung nicht auffliegen zu lassen, erträgt der Kurier des Zaren sogar mit reichlich Gleichmut, dass der ungehobelte Tatarenführer ihn schlägt und auf ihn einpeitscht. Später werden Strogoff und Nadja bei einer Flussüberquerung mit einer Fähre von Tatarenreitern attackiert. Nur Michael Strogoff kann den feindlichen Angreifern entkommen. Währenddessen geht Ogareff mit äußerster Brutalität vor, sein Ziel, Irkutsk einzunehmen.
Der grobe Klotz behandelt alle gleich schlecht, selbst seine Freundin. Als er Zangara nach längerer Zeit erstmals wieder sieht, raunzt er sie nur wütend an: „Wo sind die Aufmarschpläne, die du dem Kurier des Zaren abnehmen solltest?“. Dieser und weitere Wutausbrüche Ogareffs lassen in Zangara allmählich die Erkenntnis reifen, dass sie mit diesem Wüterich auf das falsche Pferd gesetzt hat. Auf ihre flehenden Anwürfe „Was ist Dein Ziel? Brennende Dörfer, jammernde Menschen, Verwüstungen, Mord!“ reagiert der hasserfüllte und rachedurstige Despot, der längst sein Interesse an ihr verloren hat, nur noch mit Desinteresse. Während Ogareff die Eroberung ganz Sibiriens plant, ist Strogoff mit vielen anderen Flüchtlingen in die Hände der Tataren gefallen. Dort trifft er auch auf seine Mutter Marfa und Nadja. Zangara ist die Einzige, die den Kurier des Zaren identifizieren könnte, und sie ist nunmehr bereit, diesem zu helfen. Ogareff weiß, dass Marfa Michaels Mutter ist und nimmt sich diese vor, um notfalls aus ihr Informationen über den Verbleib ihres Sohnes herauszuprügeln. Michael Strogoff geht dazwischen, reißt ihm die Knute aus der Hand und schlägt Ogareff damit ins Gesicht.
Für Ogareff ist dieser Zornesausbruch ein Triumph, hat sich der Kurier des Zaren doch damit selbst demaskiert. Eine absurde Gerichtsverhandlung über Strogoff führt dazu, dass der vorsitzende Emir ihn brutal bestraft: Michael Strogoff soll geblendet werden. Ogareff reitet indes mit dem Zarenbrief in Richtung Irkutsk, während in Michaels Armen seine Mutter aufgrund der vielen Aufregungen stirbt. Mit Nadjas Hilfe erreicht der nunmehr blinde Michael Strogoff unter Überwindung zahlreicher weiterer Gefahren und Hindernisse Irkutsk. Die Stadt ist jetzt komplett von Tatarenverbänden umzingelt und liegt unter Dauerbeschuss. Krachend stürzen die gewaltigen Wehrtürme zusammen, die mit Naphtha vollgelaufenen Wehrgräben haben Feuer gefangen, dass an den Stadtmauern emporflammt. Der im Auftrag des Zaren die Stadt verwaltende Großfürst Fedor glaubt, mit Ogareff den Kurier des Zaren vor sich zu haben. Deshalb hört er auch auf dessen verräterische Vorschläge, die angeblich die Stadt retten sollen, jedoch vielmehr ihr Schicksal zu besiegeln drohen. Als Nadja im Gouverneurspalast Ogareff erkennt, kommt es zum ungleichen Zweikampf zwischen dem Verräter und dem scheinbar erblindeten Kurier. Während Michael obsiegt, dringen draußen die Tataren in das Stadtinnere vor. Der Großfürst wird über die wahre Identität Ogareffs aufgeklärt, und unter Führung Michael Strogoffs können die Russen die Tatarenmeute doch noch zurückschlagen.

## Produktionsnotizen
Der Kurier des Zaren wurde von Regisseur Eichberg zeitgleich mit der französischen Fassung Michel Strogoff in den Jofa-Ateliers von Berlin-Johannisthal gedreht, einige Aufnahmen der französischen Version entstanden auch in den Tobis-Studios in Epinay bei Paris. Als französischer Dialogregisseur diente ihm Jacques de Baroncelli. Die Außenaufnahmen entstanden in Bulgarien und auf dem Johannisthaler Flugplatz. Drehbeginn war in Bulgarien Mitte September 1935, die letzten (Atelier-)Aufnahmen waren Mitte Dezember desselben Jahres im Kasten. Die deutsche Fassung passierte die Filmzensur am 6. Februar 1936 und wurde am 7. Februar 1936 in Stettin uraufgeführt. Die Berliner Erstaufführung erfolgte am 17. Februar 1936 im Ufa-Palast am Zoo. In den kommenden Monaten lief die deutsche Fassung auch im Ausland an: In Österreich im März, in Portugal im April, in Dänemark im August und in Finnland im September 1936. In Österreich wurde der Film unter dem Titel Michael Strogoff, der Kurier des Zaren vertrieben.
Wohlbrück spielte den Strogoff in beiden Fassungen. Exakt ein Jahr später, im Herbst 1936, reiste er für eine (wenig erfolgreiche) US-Version, die unter dem Titel The Soldier and the Lady entstand, nach Hollywood.
Die Gesamtleitung hatte der Franzose Pierre O’Connell, die Produktionsleitung der Deutsche Walter Guse. Die Filmbauten entwarfen Willi A. Herrmann und Alfred Bütow, als Beiräte wurden die in Frankreich arbeitenden, exilrussischen Filmarchitekten Ivan Lochakoff und Vladimir Meingard verpflichtet. Die Kostümberatung übernahm der ebenfalls in Paris tätige Exilrusse Boris Bilinski. Den Ton besorgte Eugen Hrich. Für den Schriftsteller Hans Kyser war das Drehbuch zu Der Kurier des Zaren sein letzter Beitrag für den Film. Die Standfotos wurden von Alexander Schmoll gefertigt.

## Kritiken
Friedrich Porges resümierte in Der Wiener Tag vom 11. März 1936: „Vor neun Jahren hat Ivan Mosjoukin den Michael Strogoff im stummen Film gespielt. Der Russe brachte die Echtheit seiner Nationalität, den Fanatismus kosarischen Soldatentums und das Temperament des ehemaligen Zarenoffiziers für die Rolle mit. Hätte Mosjoukin sonst keine Rolle als die des Strogoff im Film verkörpert, wäre die Erinnerung an ihn trotzdem noch lebendig. Nun ist Jules Vernes phantasiereiche, phänomenale, aufwühlende Erzählung […] auch in die Tonfilmliteratur eingegangen. Richard Eichberg hat sich des Stoffes angenommen […], mit dem anerkennenswerten Bestreben, dem großen Wurf des Romanes gerecht zu werden und die gewaltigen äußeren Vorgänge zur Einzeltragödie des Strogoff entsprechend abzustimmen. Am Sturm über Asien hat Eichberg seinen Blick für die Massenszenen geschult und geschärft. Er läßt die Tataren in wahrem Sturm über Sibirien fegen, steigert in Montagebildern die Impression der zu Raserei emporflammenden Wildheit ins Gigantische.“ Nach uneingeschränktem Lob für Wohlbrück und Höflich moniert er: „Mit Theo Lingen und Kurt Vespermann […] ist in den Film etwas Humor gebracht, der aber manchmal die Gesamtwirkung stört.“
Wiens Neue Freie Presse berichtete in der Ausgabe vom 11. März 1936: „Ein Adolf-Wohlbrück-Film in erster Linie. Nie hat man ihn unter Richard Eichbergs klug gruppierender kühner Regie recken- und heldenhafter gesehen und selten so erschütternd wie in der Blendungsszene und in der Szene vor dem Sterbebett der Mutter. Frau Lucie Höflich […] gibt sie mit herber Innigkeit, Maria Andergast (Nadja) ist von subtil innigstem, Hilde Hildebrand von flammendem Gefühl. Kurt Vespermann und Theo Lingen bringen als französischer und englischer Journalist Humor in die gewitterschwüle Atmosphäre.“
In der Österreichischen Film-Zeitung ist in der Ausgabe vom 13. März 1936 zu lesen: „Richard Eichberg hat den dem Roman von Jules Verne entnommenen Stoff zu einem Film von sich stets steigernder Spannung gestaltet, dessen wechselvolles Geschehen durch eine vielfältige Szenerie führt, die sich keine Möglichkeit von der Pracht des Petersburger Lebens bis zu den Kampfszenen vor dem belagerten Irkutsk entgehen ließ. Dem Regisseur stand für diesen handlungsstarken Film in Adolf Wohlbrück ein Darsteller zur Verfügung, der die Rolle des heldenmütigen Kuriers […] äußerst eindrucksvoll darstellt […].“